# RRS Charles Darwin
Le RRS Charles Darwin était un navire océanographique appartenant au Natural Environment Research Council (NERC).
Depuis 2006, il est devenu un navire de levé géophysique, sous le nom de RV Ocean Researcher.

## Historique
Le RRS Charles Darwin a été construit en 1985 par Appledore Shipbuilders (en) à Devon . Il porte le nom de l'éminent naturaliste anglais Charles Darwin. Il a été principalement utilisé pour la recherche en océanographie, géologie et géophysique. Après 21 ans de service, Charles Darwin a pris sa retraite en juin 2006 et a été remplacé par le RRS James Cook.
Acheté par Gardline Group (en) Marine Sciences Limited de Great Yarmouth, il a été rebaptisé en 2006 RV Ocean Researcher et mène désormais des levés géophysiques.
Le Charles Darwin a effectué 180 croisières de recherche dans le monde entier, en 21 ans de carrière au Conseil de la recherche sur l'environnement naturel. La première croisière, en 1985, dans l'Atlantique Nord-Est, était dirigée par le professeur John Gould. Des chercheurs du Centre national d'océanographie de Southampton, qui étudient les changements climatiques, ont utilisé le Charles Darwin pour étudier le ralentissement du Gulf Stream. Sa dernière croisière était un levé géophysique pour le British Geological Survey.

## Galerie

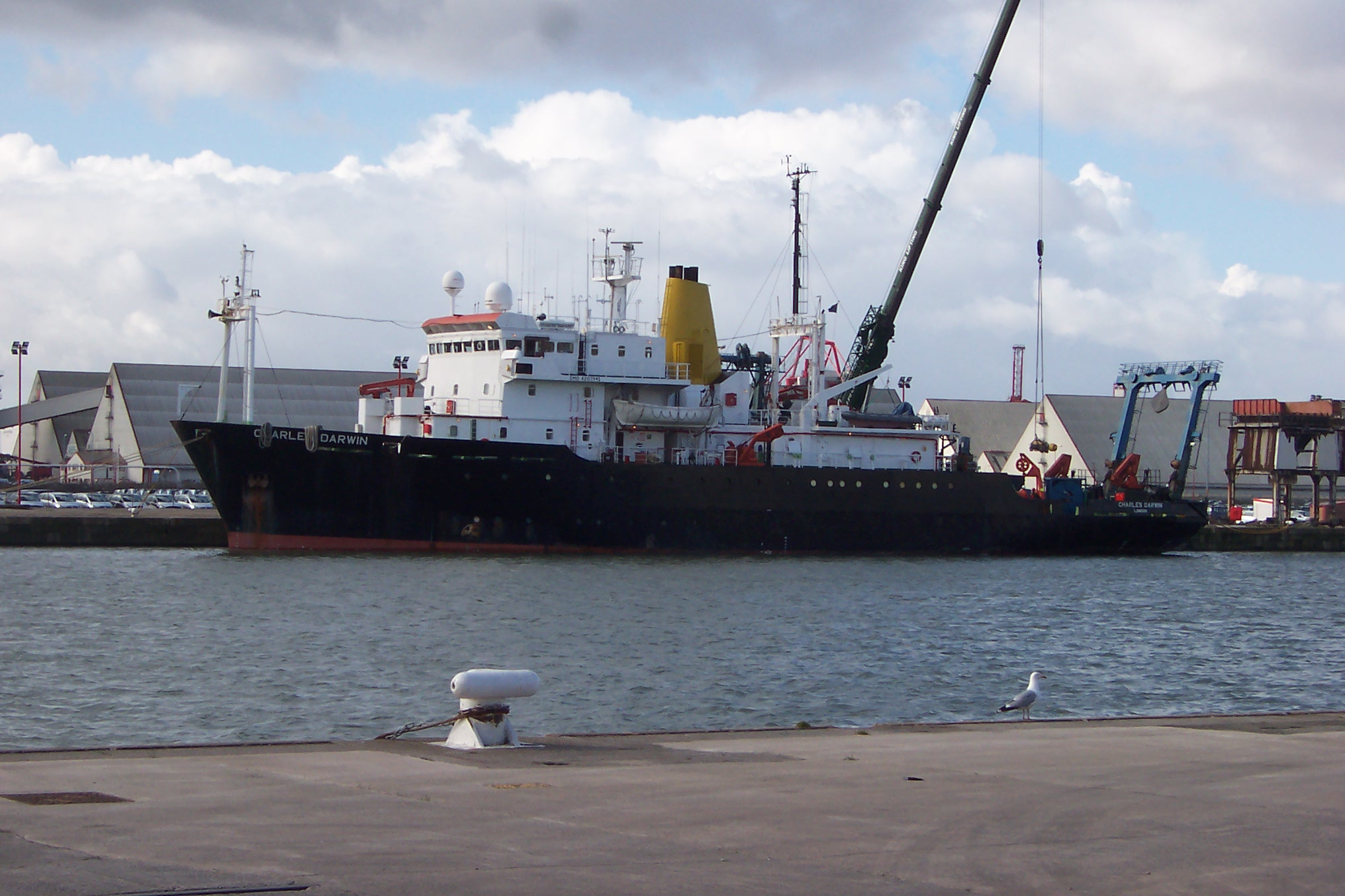
RRS Charles Darwin
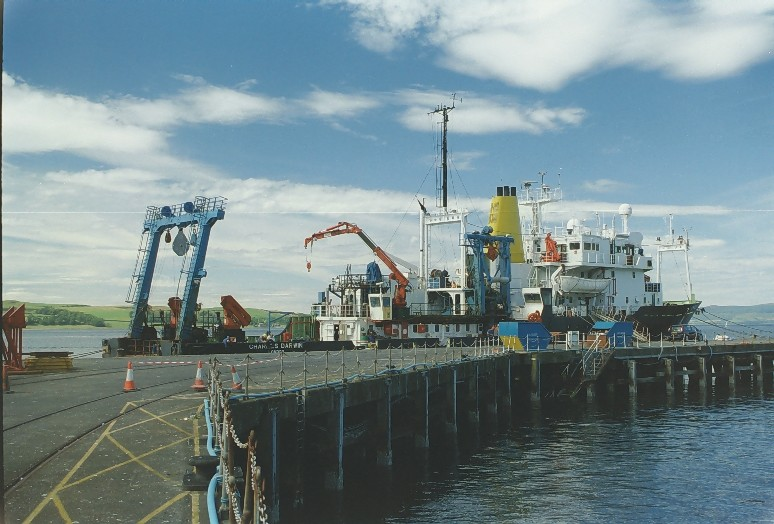
RRS Charles Darwin

### Note et référence
- (en) Cet article est partiellement ou en totalité issu de l’article de Wikipédia en anglais intitulé « RRS Charles Darwin » (voir la liste des auteurs).